# چلنیک
چلنیک (به لاتین: Chelnik) یک منطقهٔ مسکونی در بلغارستان است که در شهرستان تونجا واقع شده‌است. چلنیک ۳۰۰ نفر جمعیت دارد و ۱۸۴ متر بالاتر از سطح دریا واقع شده‌است.